# 榆社话
榆社话，属于晋语并州片，其常见词汇与榆次话类似。
入声分阴阳，比如“八”、“热”为阴入，“拔”为阳入。此外，平声、去声皆不分阴阳。主要使用地区在山西省榆社县。